# Дору-Литорал
До́ру-Литора́л (порт. Douro Litoral) — историческая провинция Португалии, центр — город Порту. Другие важные города: Гайя, Матозиньюш, Майа, Повуа-де-Варзин, имеющие историческое значение: Пенафиел, Амаранте, Фейра, Вила-ду-Конде.
Провинция просуществовала до 1976 года. Сейчас поделена между субрегионами Большой Порту, Тамега, частично Аве и Энтре-Доуру-и-Воуга.
Побережье входит в туристическую зону Costa Verde.